# Жукей (Карагандинская область)
Жукей (каз. Жүкей) — упразднённое село в Нуринском районе Карагандинской области Казахстана. Входило в состав Сарыозенского сельского округа. Исключено из учётных данных в 2010 г. Код КАТО — 355271108.

## Население
В 1999 году население села составляло 116 человек (62 мужчины и 54 женщины). По данным переписи 2009 года, в селе проживали 24 человека (15 мужчин и 9 женщин).